# Diadema de Berenice (Alpha Comae Berenices)
Diadem es el nombre de la estrella α Comae Berenices (α Com / 42 Com), la segunda más brillante de la constelación de Cabellera de Berenice, después de β Comae Berenices. Su nombre es moderno y de origen incierto, y se dice que representa la diadema de la reina Berenice II. Se encuentra a aproximadamente 60 años luz de distancia del sistema solar.
Diadem es una estrella binaria compuesta por dos estrellas prácticamente idénticas, cada una de ellas de magnitud aparente +5,07 y tipo espectral F5V. Ambas son estrellas blanco-amarillas de la secuencia principal, formando un sistema similar al de Porrima (γ Virginis), si bien las componentes de esta última son algo más calientes que las de Diadem. Con una temperatura efectiva de 6500 K, cada una de las estrellas de Diadem tiene una luminosidad 2,5 veces mayor que la del Sol y su masa es un 25% más grande que la masa solar.
Las dos componentes del sistema tienen un período orbital de 25,85 años, y desde la Tierra la órbita se observa prácticamente de perfil. Sin embargo, una pequeñísima inclinación del plano orbital respecto a la línea de visión hace que el sistema no llegue a constituir una binaria eclipsante. Visualmente, en el apoastro —máxima distancia entre las componentes— las dos estrellas se encuentran separadas 0,7 segundos de arco, mientras que en el periastro no se pueden resolver. La separación real entre ambas varía entre 6 y 19 UA.